# Lokalise
A Lokalise é uma plataforma de localização e gestão de tradução na cloud. A empresa foi fundada em Riga, Letónia e trabalha de forma totalmente remota com mais de 120 empregados em 23 países.

## História
A Lokalise foi fundada em 2017 por Nick Ustinov e Petr Antropov. Em 2020, a empresa angariou financiamento pela primeira vez numa ronda de investimento serie A que ascendeu os 6 milhões de dólares, depois de ter sido financiada por capitais próprios durante os primeiros 3 anos de vida.
Os fundadores decidiram angariar capital externo para acelerar o crescimento da empresa. Depois de ter levantado uma das maiores rondas de investimento iniciais de uma startup fundada na Letónia, a Lokalise passou a trabalhar num modelo totalmente remoto.
Desde 2020, Nick Ustinov é membro do Conselho Tecnológico da Forbes.
Em 2020, a empresa foi nomeada no top das 100 maiores empresas europeias de software na cloud avaliadas em menos de $1B pela Accel.
Em 2021, a Sifted incluiu a Lokalise na lista das 21 empresas europeias de SaaS que irão crescer exponencialmente em 2021. A lista foi compilada por Bill Leaver da Sifted após consultar líderes da indústria como Evgenia Plotnikova, Ben Blume, Itxaso del Palacio, Carlos Gonzalez-Cadenas, e Dhruv Jain.

## Produto
O software foi concebido "para equipas orientadas para a tecnologia que gerem aplicações iOS, Android, web, jogos, IoT ou conteúdo digital e software em geral". Tem sido reconhecido pelo seu "editor colaborativo na web, facilidade na troca de projectos e chaves de localização entre plataformas, identificação automática de texto através de capturas de ecrã e uma vasta lista de integrações e plugins", bem como pelas suas funcionalidades que permitem grandes poupanças de tempo. Os utilizadores típicos incluem programadores, gestores de produtos, projectos e localização, designers, marketeers, tradutores e gestores de conteúdo.
A Lokalise é utilizada por mais de 2.000 clientes em 80 países. Incluindo clientes como: Amazon, Gojek, Depositphotos, Revolut, Yelp, Virgin Mobile, and Notion.